# SixDegrees.com
SixDegrees.com byla první internetová sociální síť. Založil ji v roce 1997 právník a finanční analytik Andrew Weinreich.
Vznikla v roce 1997 a byla založena na myšlence šesti stupňů odloučení (anglicky six degrees of separation), která předpokládá, že každý člověk je spojený s každým člověkem prostřednictvím řetězce šesti sobě navzájem známých lidí. Celkem na ní bylo registrováno tři a půl milionu osob.
Tato sociální síť byla jedna z prvních, která umožňovala svým uživatelům vytvářet profily, přidávat a zvát své přátele, vytvářet skupiny a prohlížet profily ostatních uživatelů. 
SixDegrees byla prvním předchůdcem úspěšnějších sociálních sítí, jako je LinkedIn, MySpace nebo Facebook.  